# Paul Paillette
Paul Ambroise Paillette (né à Paris le 15 avril 1844, où il est mort le 22 février 1920) est un poète et chansonnier français et montmartrois, anarchiste, végétarien et partisan de l'amour libre.

## Biographie
Paul Paillette est né à Paris le 15 avril 1844.
Il devient ouvrier ciseleur.
C'est seulement quand il a 33 ans en 1887 qu'il va fréquenter les réunions anarchistes et adhérer à divers groupes anarchistes parisiens.
L'année d'après, en 1888, il prend part au mouvement entrepris contre les bureaux de placement.
D'après la police il se déclare partisan d'actions violentes contre ces établissements.
Habitué des cabarets de Montmartre il devient progressivement chansonnier et poète.
À côté de poésies où il chante la société de ses rêves, qui ne peut être bien sûr que la société anarchiste, on peut trouver des vers de circonstance vantant les mérites de telle ou telle brasserie.
Il anime avec ses chansons de nombreuses fêtes libertaires.
Sa chanson la plus fameuse Temps d'anarchie ou Heureux temps est publiée dans Le Libertaire en 1895. Il a alors 50 ans, un âge avancé pour l'époque. Cette chanson se chante sur l'air du Temps des cerises.
Elle connaît un tel succès que des révolutionnaires non anarchistes vont la récupérer à leur usage.
Pour la chanter en la vidant de son contenu anarchiste ils remplaceront le premier vers revenant au début de chacun des 7 couplets :
Quand nous en serons au temps d'anarchie,
Quand nous en serons au temps d'harmonie,
Paul Paillette publie sous forme d'opuscules ses poèmes qu'il vend lui-même.
Il les réunit ensuite dans un recueil intitulé Les Tablettes d'un lézard. Il en existe beaucoup d'éditions plus ou moins complètes.
En plus de ses convictions anarchistes Paul Paillette se proclame partisan de l'amour libre et pratique le végétarisme.
En 1891 il entreprend d'organiser des déjeuners végétariens dans la salle d'un restaurant parisien.
Ceux-ci deviennent un lieu de rencontres pour les amour-libristes, sous la devise : « Tout le bonheur a son nid dans le bonheur commun. Femme libre, amour libre. »
Indigent il vit dans un foyer à partir de 1910.
Plusieurs fêtes sont organisées pour le soutenir financièrement. L'Université populaire en organise une le 9 novembre 1913.
Pendant la Grande Guerre il collabore à plusieurs journaux : Pendant la mêlée, Par-delà la mêlée, La Bataille, CQFD. Son poème Civilisation est censuré.
En novembre 1916 une fête pour rassembler des fonds pour le poète est organisée avec le concours de Xavier Privas et la participation de Sébastien Faure. Il est considéré à l'époque comme le doyen des chansonniers montmartrois.
Le Libertaire du 29 février 1920 annonce son décès.
Selon le chansonnier montmartrois Léon de Bercy il est l'auteur de 10 000 vers publiés le plus souvent dans des opuscules contenant seulement quelques pages.
Bercy a écrit à propos de Paul Paillette :
L'œuvre de Paillette est la peinture exacte de l'état d'âme de son auteur : elle prêche la liberté et l'harmonie, exalte l'amour charnel et combat les préjugés bourgeois.

## Quelques œuvres
- Les Enfants de la Nature.
- Heureux temps
- Profession de foi
- Viv'ment brave ouverier